# Liga Campionilor EHF Feminin 2014-2015 - fazele eliminatorii
Acest articol descrie fazele eliminatorii ale Ligii Campionilor EHF Feminin 2014-2015.

## Echipele calificate
Echipele clasate pe primele patru locuri din fiecare grupă principală au avansat în fazele eliminatorii.
| Group | Locul 1             | Locul 2           | Locul 3       | Locul 4      |
| ----- | ------------------- | ----------------- | ------------- | ------------ |
| 1     | Budućnost Podgorica | Dinamo-Sinara     | ŽRK Vardar    | Thüringer HC |
| 2     | Larvik HK           | Győri Audi ETO KC | HCM Baia Mare | Viborg HK    |

## Sferturile de finală
Meciurile s-au jucat pe 4–5 aprilie și 11–12 aprilie 2015.

### Partidele
| Echipa #1     | Total | Echipa #2         | Tur   | Retur |
| ------------- | ----- | ----------------- | ----- | ----- |
| Viborg HK     | –     | ŽRK Budućnost     | 22-28 | 19-29 |
| Thüringer HC  | –     | Larvik HK         | 26-29 | 18-36 |
| HCM Baia Mare | –     | Dinamo-Sinara     | 25-23 | 25-30 |
| Vardar        | –     | Győri Audi ETO KC | 24-18 | 27-27 |

#### Tur
| 4 aprilie 2015 14:00 | Thüringer HC          | 26 – 29 | Larvik HK | Wiedigsburghalle, Nordhausen Asistență: 2.000 Arbitri: Olesen, Pedersen |
| 4 aprilie 2015 14:00 | Mietzner, Schmelzer 5 | (11–14) | Mørk 12   | Wiedigsburghalle, Nordhausen Asistență: 2.000 Arbitri: Olesen, Pedersen |
| 4 aprilie 2015 14:00 | 5× 3×                 | Cronica | 4× 3×     | Wiedigsburghalle, Nordhausen Asistență: 2.000 Arbitri: Olesen, Pedersen |

| 4 aprilie 2015 18:00 | HCM Baia Mare | 25 - 23 | Dinamo-Sinara | Sala Sporturilor Lascăr Pană, Baia Mare Asistență: 2.080 Arbitri: Marić, Mašić |
| 4 aprilie 2015 18:00 | Lobaci 5      | (11–12) | Kocetova 7    | Sala Sporturilor Lascăr Pană, Baia Mare Asistență: 2.080 Arbitri: Marić, Mašić |
| 4 aprilie 2015 18:00 | 2×            | Cronica | 5× 3×         | Sala Sporturilor Lascăr Pană, Baia Mare Asistență: 2.080 Arbitri: Marić, Mašić |

| 4 aprilie 2015 19:00 | ŽRK Vardar  | 24 - 18 | Győri Audi ETO KC | Arena Jane Sandanski, Skopje Asistență: 3.800 Arbitri: Pichon, Reveret |
| 4 aprilie 2015 19:00 | Radičević 7 | (14–10) | Sen 5             | Arena Jane Sandanski, Skopje Asistență: 3.800 Arbitri: Pichon, Reveret |
| 4 aprilie 2015 19:00 | 6× 3×       | Cronica | 2× 3×             | Arena Jane Sandanski, Skopje Asistență: 3.800 Arbitri: Pichon, Reveret |

| 5 aprilie 2015 16:50 | Viborg HK | 22 - 28 | ŽRK Budućnost | Viborg Stadionhal, Viborg Asistență: 1.312 Arbitri: Alpaidze, Berezkina |
| 5 aprilie 2015 16:50 | Skov 8    | (11-13) | Bulatović 8   | Viborg Stadionhal, Viborg Asistență: 1.312 Arbitri: Alpaidze, Berezkina |
| 5 aprilie 2015 16:50 | 4× 3×     | Cronica | 9× 3× 2×      | Viborg Stadionhal, Viborg Asistență: 1.312 Arbitri: Alpaidze, Berezkina |

#### Retur
| 11 aprilie 2015 14:00 | Dinamo-Sinara | 30 - 25 | HCM Baia Mare              | Sala Sporturilor „Dinamo”, Volgograd Asistență: 1.000 Arbitri: Bonaventura, Bonaventura |
| 11 aprilie 2015 14:00 | Akopian 9     | (18-11) | Davîdenko, do Nascimento 5 | Sala Sporturilor „Dinamo”, Volgograd Asistență: 1.000 Arbitri: Bonaventura, Bonaventura |
| 11 aprilie 2015 14:00 | 3× 2×         | Cronica | 3×                         | Sala Sporturilor „Dinamo”, Volgograd Asistență: 1.000 Arbitri: Bonaventura, Bonaventura |

| 11 aprilie 2015 16:30 | Győri Audi ETO KC | 27 - 27 | ŽRK Vardar | Audi Aréna, Győr Asistență: 5.000 Arbitri: Baranowski, Lemanowicz |
| 11 aprilie 2015 16:30 | Korsós, Sen 6     | (13-12) | Penezić 8  | Audi Aréna, Győr Asistență: 5.000 Arbitri: Baranowski, Lemanowicz |
| 11 aprilie 2015 16:30 | 7× 3×             | Cronica | 5× 3×      | Audi Aréna, Győr Asistență: 5.000 Arbitri: Baranowski, Lemanowicz |

| 11 aprilie 2015 18:30 | Larvik HK | 36 - 18 | Thüringer HC | Arena Larvik, Larvik Asistență: 2.682 Arbitri: Baďura, Ondogrecula |
| 11 aprilie 2015 18:30 | Mørk 8    | (17-9)  | Mietzner 6   | Arena Larvik, Larvik Asistență: 2.682 Arbitri: Baďura, Ondogrecula |
| 11 aprilie 2015 18:30 | 4× 3×     | Cronica | 3×           | Arena Larvik, Larvik Asistență: 2.682 Arbitri: Baďura, Ondogrecula |

| 12 aprilie 2015 17:00 | ŽRK Budućnost | 29 - 19 | Viborg HK     | Centrul Sportiv Morača, Podgorica Asistență: 4.000 Arbitri: Cohen, Peretz |
| 12 aprilie 2015 17:00 | Mehmedović 8  | (14-11) | Damnjanović 6 | Centrul Sportiv Morača, Podgorica Asistență: 4.000 Arbitri: Cohen, Peretz |
| 12 aprilie 2015 17:00 | 3×            | Cronica | 1× 3×         | Centrul Sportiv Morača, Podgorica Asistență: 4.000 Arbitri: Cohen, Peretz |

## Formatul final cu patru echipe
Formatul final cu patru echipe a fost găzduit de Sala Sporturilor Papp László din Budapesta, Ungaria.

### Echipele calificate
- ŽRK Budućnost Podgorica
- Larvik HK
- Dinamo-Sinara
- ŽRK Vardar

Tragerea la sorți a avut loc pe 14 aprilie 2015.
|  | Semifinalele  | Semifinalele  |    |               | Finala      | Finala |  |
|  |               |               |    |               |             |        |  |
|  | 9 mai         |               |    |               |             |        |  |
|  | Larvik HK     | 31            |    |               |             |        |  |
|  | Dinamo-Sinara | 22            |    |               |             |        |  |
|  |               |               |    |               |             |        |  |
|  |               |               |    |               | 10 mai      |        |  |
|  |               |               |    |               | Larvik HK   | 22     |  |
|  |               | ŽRK Budućnost | 26 |               |             |        |  |
|  |               |               |    |               |             |        |  |
|  |               |               |    |               |             |        |  |
|  |               |               |    |               | Finala mică |        |  |
|  | 9 mai         | 9 mai         |    | 10 mai        | 10 mai      |        |  |
|  | ŽRK Vardar    | 17            |    | Dinamo-Sinara | 26          |        |  |
|  | ŽRK Budućnost | 27            |    |               | ŽRK Vardar  | 28     |  |

### Semifinalele
| 9 mai 2015 14:15 | Larvik HK          | 31 - 22 | Dinamo-Sinara | Sala Sporturilor Papp László, Budapesta Asistență: 6.500 Arbitri: Poulsen, Mortensen |
| 9 mai 2015 14:15 | Riegelhuth Koren 9 | (16-13) | Dmitrieva 7   | Sala Sporturilor Papp László, Budapesta Asistență: 6.500 Arbitri: Poulsen, Mortensen |
| 9 mai 2015 14:15 | 3×                 | Cronica | 5× 3×         | Sala Sporturilor Papp László, Budapesta Asistență: 6.500 Arbitri: Poulsen, Mortensen |

| 9 mai 2015 16:45 | ŽRK Vardar       | 17 - 27 | ŽRK Budućnost     | Sala Sporturilor Papp László, Budapesta Asistență: 6.500 Arbitri: Jurinović, Mrvica |
| 9 mai 2015 16:45 | Lekić, Penezić 4 | (9-14)  | Neagu, Petrović 7 | Sala Sporturilor Papp László, Budapesta Asistență: 6.500 Arbitri: Jurinović, Mrvica |
| 9 mai 2015 16:45 | 2× 3×            | Cronica | 2× 3×             | Sala Sporturilor Papp László, Budapesta Asistență: 6.500 Arbitri: Jurinović, Mrvica |

### Meciul pentru locurile 3-4
| 10 mai 2015 14:30 | Dinamo-Sinara | 26 - 28 | ŽRK Vardar | Sala Sporturilor Papp László, Budapesta Asistență: 6.500 Arbitri: Brunovský, Čanda |
| 10 mai 2015 14:30 | Kocetova 7    | (15-16) | Penezić 9  | Sala Sporturilor Papp László, Budapesta Asistență: 6.500 Arbitri: Brunovský, Čanda |
| 10 mai 2015 14:30 | 3× 1×         | Cronica | 5× 1×      | Sala Sporturilor Papp László, Budapesta Asistență: 6.500 Arbitri: Brunovský, Čanda |

### Finala
| 10 mai 2015 17:00 | Larvik HK | 22 - 26 | ŽRK Budućnost | Sala Sporturilor Papp László, Budapesta Asistență: 6.500 Arbitri: Horváth, Márton |
| 10 mai 2015 17:00 | Mørk 10   | (8-14)  | Bulatović 7   | Sala Sporturilor Papp László, Budapesta Asistență: 6.500 Arbitri: Horváth, Márton |
| 10 mai 2015 17:00 | 2× 3×     | Cronica | 4× 3×         | Sala Sporturilor Papp László, Budapesta Asistență: 6.500 Arbitri: Horváth, Márton |